# Viktor Timtschenko
Viktor Timtschenko (* 15. Februar 1953 in Barwinkowe, Ukrainische SSR) ist ein in Deutschland wirkender ukrainischer Journalist und Sachbuchautor.

## Leben
1977 absolvierte er die Fakultät für Journalistik der Nationalen Taras-Schewtschenko-Universität Kiew. Anschließend arbeitete Viktor Timtschenko bei den Zeitungen Jugend der Ukraine und Kyjiws’ka prawda. Er moderierte Ende der 1970er Jahre im ukrainischen Fernsehen die Show Glücksseite als einer der ersten ukrainischen Showmaster. In der Ukraine veröffentlichte Viktor Timtschenko Publizistik und Belletristik. Im Kiewer Theater des Filmschauspielers wurde 1989 seine satirische Komödie Schabaschetschka (Regie: Mark Nestantiner) aufgeführt.
1990 wechselte er in die Heimat seiner Frau nach Deutschland. Er arbeitete als Redakteur der Zeitung Die Leipziger Andere Zeitung, war als Auslandskorrespondent in Deutschland für die ukrainischen Zeitungen Holos Ukrajiny, Kijewskije wedomosti und Den’ tätig. Timtschenko absolvierte 1997 als Wirtschaftsmagister der Fakultät für Wirtschaft und Recht der Ukrainischen Freien Universität in München. Von 2000 bis 2005 war er Redakteur des ukrainischen Programms des Radiosenders Deutsche Welle in Köln und Bonn.
Timtschenko schreibt für ukrainische und deutsche Medien zum Themen Osteuropa und Deutschland. Er ist Autor mehrere Bücher über die russische Politik und deren Akteure (Wladimir Schirinowski, Wladimir Putin, Michail Chodorkowski).
Von 2009 bis 2011 war er Chefredakteur der russischsprachigen Zeitung Integral (Leipzig) und Mitglied im Verband deutscher Schriftsteller. Viktor Timtschenko lebt in Markkleeberg.

## Publikationen
- Ich erwecke Russland mit Blut. Wladimir Wolfowitsch Shirinowski. Aufbau-Verlag, Berlin 1994, ISBN 3-351-02428-2.
- Russland nach Jelzin. Rasch und Röhring, Hamburg 1998, ISBN 3-89136-654-X.
- Putin und das neue Russland. Hugendubel, Kreuzlingen/München 2003, ISBN 3-7205-2460-4 (dieses Buch erschien 2005 auch in Russland).
  - Biografie: Das Rätsel Putin, Rezensionsnotiz von Johannes Voswinkel in der Zeit, Nr. 40, 25. September 2003
- Ukraine. Einblicke in den neuen Osten Europas. Links, Berlin 2009, ISBN 978-3-86153-488-4.
- Chodorkowskij. Legenden, Mythen und andere Wahrheiten. Herbig, München 2012, ISBN 978-3-7766-2680-3.
- Feldzug gegen die Nation: Es wird Zeit für modernen Nationalismus. Media 2019, ISBN 978-3-00-063466-6.
- Alpenüberquerung (nicht nur) für Rentner. Media 2021, ISBN 978-3-9822925-0-2.
- Sozialistische Scharlatane haben Deutschland gekapert. Media 2021, ISBN 978-3-9822925-1-9.